# 17883 Скоб'юкенен
17883 Скоб'юкенен (17883 Scobuchanan) — астероїд головного поясу, відкритий 12 лютого 1999 року.
Тіссеранів параметр щодо Юпітера — 3,609.